# Meso-tartrato deidrogenasi
La meso-tartrato deidrogenasi è un enzima appartenente alla classe delle ossidoreduttasi, che catalizza la seguente reazione:
meso-tartrato + NAD+ ⇄ diidrossifumarato + NADH + H+